# Tabatskoeri
Tabatskoeri (Georgisch:ტაბაწყური) is een meer in de Georgische regio Samtsche-Dzjavacheti, op de grens van de gemeenten Bordzjomi (gemeente) en Achalkalaki.
Het meer heeft een oppervlakte van 14,2 km² en een maximale diepte van 40,2 meter. Het bevindt zich op 1991 meter boven zeeniveau en is bevroren vanaf eind december tot eind maart.